# CVテルエル
クルブ・ボレイボル・テルエル（Club Voleibol Teruel）は、スペイン・アラゴン州テルエル県テルエルに拠点を置くプロバレーボールチーム。スペイン・リーグと欧州バレーボール連盟(CEV)主催大会に出場している。
1991年に設立され、2006-07シーズンからスペイン1部リーグに在籍している。2008-09シーズンにはスペイン・リーグで初優勝し、2011-12シーズンまで4連覇した。2010-11シーズンにはスペイン・カップで初優勝し、2012-13シーズンまで3連覇した。スポンサーネームはCAIボレイボル・テルエル(スペイン語: CAI Voleibol Teruel)。クラブカラーはオレンジ色と黒色である。女子チームもスペイン女子1部リーグに在籍している。

## トロフィー
- スーペルリーガ: 5
  - 2008-09, 2009-10, 2010-11, 2011-12, 2013-14
- コパ・デル・レイ: 4
  - 2011, 2012, 2013, 2015
- スーペルコパ・デ・エスパーニャ: 6
  - 2009, 2012, 2013, 2014, 2016, 2017
- リーガFEV: 1

## 歴代所属選手
- ユレ・クヴェシチ (2005-2006)
- ホセ・ミゲル・カセレス (2010-2011)
- ビクトル・バティスタ (2009-2011)
- ルイス・ペドロ・スエラ (2009-2011)
- マヌエル・セビリャーノ (2011-2013)
- ロドマン・バレーラ